# بخش سگره
بخش سگره (به فرانسوی: Arrondissement de Segré) یک بخش در فرانسه است که در من-ا-لوآر واقع شده‌است.